# Jeton Kelmendi
Jeton Kelmendi, född 1978 i Peja, Jugoslavien, är en albansk journalist och poet.

## Biografi
Efter grundskolan och gymnasiet i sin födelsestad studerade Jeton Kelmendi masskommunikation vid Universitet i Pristina. Han kompletterar sina studier, framför allt med fokus på internationella och säkerhetsfrågor, vid Fria Universitet i Bryssel, Belgien. 
Jeton Kelmendi är känd genom flera diktböcker och journalistiska texter angående kulturella frågor. Hans dikter har översatts till 25 språk och påträffas i flera antologier. Kelmendis dikter har utgivits i flera litterära tidskrifter från Albanien och utomlands, framför allt engelskspråkiga. Kärnan i Jeton Kelmendis poetiska tänkande är etiskt uttryck och varsamhet i sitt ordval. Dominerande ämne i hans poesi är kärleken och nuets politiska situationens verklighet som oftast väcker besvikelse. 
Jeton Kelmendi är veteran från Kosovokriget (1998-1999), han har varit soldat i UCK, Kosovos befrielsearmé och numera är han bosatt och arbetar i Bryssel.